# Laurac
Laurac település Franciaországban, Aude megyében. Lakosainak száma 180 fő (2022. január 1.). Laurac La Cassaigne, Fonters-du-Razès, Generville, Laurabuc, Mireval-Lauragais és Villasavary községekkel határos.

## Népesség
A település népességének változása:
| Lakosok száma | 153  | 118  | 140  | 150  | 176  | 171  | 175  | 180  | 181  | 180  |
|               | 1968 | 1982 | 1990 | 2006 | 2013 | 2015 | 2017 | 2019 | 2020 | 2022 |